# Kernlose winter
Kernlose winter es un término utilizado en el lenguaje científico (especialmente en ámbitos de habla inglesa). Deriva del alemán y se traduciría como «invierno sin corazón» (o sin alma o sin núcleo). Esta expresión designa una particularidad exclusiva del clima antártico, la pequeñísima variación de las temperaturas medias del semestre invernal en la mayor parte del continente antártico. Tal característica se evidencia en el sumario de ponderaciones térmicas efectuado en la base Amundsen-Scott en pleno Polo Sur geográfico:
- abril -57,4 °C
- mayo -58,1 °C
- junio -58,1 °C
- julio -60,6 °C
- agosto -59,7 °C
- septiembre -59,2 °C

Tal como se puede observar, la diferencia de las temperaturas medias entre el mes más frío y el mes más cálido del invierno típico antártico es de sólo 3,2 °C. Esto contrasta con el Ártico en donde a un descenso importante de temperaturas durante el inicio del invierno boreal le sigue rápidamente una progresiva elevación de las temperaturas durante la misma estación-

## Explicación
Fue la «escuela alemana de climatología» a fines del siglo XIX la primera en considerar (casi hipotéticamente) la existencia de lo que llamó Kernlosewinter; aunque se debe al trabajo de George Clarke Simpson —editado en 1919— la primera definición empírica del fenómeno. Clarke Simpson tomando datos in situ pudo demostrar que en el área del mar de Ross, entre abril y agosto la temperatura variaba sólo 2,2 °C. Tal estabilidad térmica deriva en primer término de la falta de insolación (o asoleamiento) y, por ende, de un balance de irradiación casi nulo durante los seis meses del invierno antártico. Sin embargo factor principal de tal prolongada estabilización térmica es la situación del continente antártico en relación con otras MUGs o masas continentales: su lejanía de las mismas (excepto de la casi península de América que es el Cono Sur). 
Es así que, rodeada la Antártida de grandes masas oceánicas, estas le mantienen en un equilibrio térmico que, durante los inviernos, impide que las temperaturas desciendan aún más de lo que descienden: Por ejemplo, si no fuera por esta acción mitigadora de los océanos la temperatura media invernal (durante el mes más frío) de la meseta Polar (o meseta del Polo Sur) sería de -84,4 °C, sin embargo los datos recabados en tal región desde 1957 dan una temperatura media de -62,4 °C.
- Datos: Q3814749